# Billete Patterson
El Billete Patterson, fue un billete de tela no oficial que circuló de 1937 al 1938 en las regiones de Portovelo y Zaruma paralelamente al Sucre oficial.

## Historia
En 1880 ingresó a la región de Zaruma y Portovelo, en la provincia de El Oro, la compañía minera South American Development Company, la compañía norteamericana minera más grande del mundo, durante los 50 años de permanencia en suelo ecuatoriano. La compañía creó mecanismos de evasión de impuestos y de derechos laborales, entre aquellos métodos crearon un medio de pago paralelo al sucre con el cual pagaban el sueldo a sus trabajadores, el recibo fue conocido con el apellido del superintendente de la compañía “Patterson”.
El billete creado para su uso dentro del campamento minero llegó a utilizarse en localidades cercanas como Piñas, Machala e incluso en la provincia de Loja y la ciudad de Cuenca. Actualmente solo se conoce una única pieza original que se encuentra exhibida en el Museo Numismático del Ecuador.

## Características
Cambio, equivalente a 1 sucre
Material: tela
Año: sin fecha
Emisión: Soneted American Developed Corporation
Lugar: Portovelo-Ecuador

### Descripción
En la cara anterior esta impreso con caracteres mixtos, que expresan el número de serie y el lugar de emisión: "por S/. 100 N° D000000" PORTOVELO, en líneas posteriores se puede leer: “A LA VISTA PÁGUESE AL PORTADOR LA SUMA DE UN SUCRE POR ESTA PRIMERA VEZ DE CAMBIO SEGÚN AVISO DE: VALOR RECIBIDO: ORO AL CAJERO DE LA SO. AM. DEV. CO. PORTOVELO”. En la cara posterior, el nombre de la compañía minera SOUTH AMERICAN DEVELOPMENT con el valor de UN SUCRE.